# يوسف نعيم يوسف
يوسف نعيم يوسف طبيب روسي من أصل سوري حصل على وسام الصداقة الروسي (2022), وله دور في تطوير العلاقات الروسية السورية.

## الحياة المهنية
درس بمنحة على حساب الحكومة السورية لدراسة الطب وأنهى دراسته الجامعية في الأكاديمية الطبية الحكومية العام 1989، عضو في جمعيتي العيون الروسية والأمريكية، والجمعية الأوروبية لجراحي الكتاراكتا، وعضو في المجلس العلمي لمعهد أمراض العيون، وعضو في هيئة تحرير الطبعة الروسية من مجلة (EyeWorld) الدولية.في عام 2000 ناقش أطروحة الدكتوراه حول الاحتمالات الجديدة لتحسين استحلاب عدسة العين.

## الانجازات
- أجرى 300 ألف عملية في جراحة العيون
- له 200 بحث
- حائز على 15 براءة اختراع.
- أحد مؤسسي مركز استعادة البصر في موسكو[5]